# 邦库尔公园
邦库尔公园（印尼语：Taman Bungkul）是印尼东爪哇省泗水市的一个免费开放公园。该公园有“城市绿肺”之称。